# Doctor tamjeong
Doctor tamjeong (닥터 탐정?, Dakteo tamjeongLR; titolo internazionale Doctor Detective) è un drama coreano trasmesso su SBS dal 17 luglio al 5 settembre 2019.

## Trama
Un gruppo di dottori cerca di svelare la verità dietro degli incidenti industriali.

## Personaggi
- Do Joong-eun, interpretata da Park Jin-hee
- Heo Min-ki, interpretato da Bong Tae-gyu
- Choi Tae-yeong, interpretato da Lee Ki-woo
- Gong Il-soon, interpretata da Park Ji-young
- Byeon Jeong-ho, interpretato da Lee Young-jin
- Seok Jin-i, interpretata da Mina Fujii
- Ha Jin-hak, interpretato da Jung Kang-hee
- Signor Go, interpretato da Lee Yeong-seok
- Choi Min, interpretato da Ryu Hyun-kyung
- Signor Kwon, interpretato da Lee Chul-min
- Mo Seong-gook, interpretato da Choi Kwang-il
- Im Gook-sin, interpretato da Park Joo-hyung
- Caposquadra Jeong, interpretato da Jung Soon-won
- Kim Do-hyeong, interpretato da Kwon Hyuk-bum
- Park Hye-mi, interpretato da Bae Noo-ri
- Kwon Jun-il, interpretato da Moon Tae-yu
- Kwon Do-yoon, interpretato da Kim Min-ho
- Choi Seo-rin, interpretata da Chae Yoo-ri
- Choi Gon, interpretato da Park Geun-hyung
- Signor Go, interpretato da Shin Dam-soo
- Presidente, interpretato da Lee Yoon-sang
- Direttore generale, interpretato da Cha Soon-bae
- Kim Yang-hee, interpretata da No Haeng-ha

## Colonna sonora
1. Cheonggyecheon 8ga (청계천 8가) – Lee Jung-ah
2. Dangerous World (위험한 세계) – Chae Wool
3. What Is (무엇이 되어) – Yoo Yi-ran